# Батраге
Батраге (на сръбски: Батраге) е село в Сърбия, разположено в община Тутин, Рашки окръг. Намира се на 915 метра надморска височина. Населението му според преброяването през 2011 г. е 71 души. При преброяването на населението през 2002 г. има 121 жители, от тях 121 (100,00 %) бошняци.

## Население
Численост на населението според преброяванията през годините:
- 1948 – 96 души
- 1953 – 113 души
- 1961 – 104 души
- 1971 – 161 души
- 1981 – 140 души
- 1991 – 152 души
- 2002 – 121 души
- 2011 – 71 души